# Inferno (Hans Zimmer)
Inferno is de originele soundtrack van de film uit 2016 met dezelfde naam, gecomponeerd door Hans Zimmer. Het album werd op 14 oktober 2016 uitgebracht door Sony Classical.
Op 4 april 2015 werd door Film Music Reporter bekendgemaakt dat Zimmer zal terugkeren voor regisseur Ron Howard met het componeren van Dan Browns bestseller Inferno. Op 11 augustus 2016 werd de tracklist vrijgegeven. De muziek van de voorgaande delen werden door Zimmer nog voornamelijk uitgevoerd door een traditioneel symfonieorkest. Bij Inferno bestaat de filmmuziek uit elektronische muziek in combinatie met het Synchron Stage Orchestra onder leiding van Johannes Vogel. 'De opnames vonden plaats in de studio Synchron Stage Vienna en Remote Control Productions. Naast het nieuwe werk maakte hij ook gebruik van thema's uit vorige delen waarvan de melodieën uit de nummers "Chevaliers de Sangreal" en "Science And Religion" het meest voorkomen. Richard Harvey was net als bij de soundtrack The Da Vinci Code betrokken bij het project.
Het album ontving drieënhalve ster op MusicMeter en verscheen op 22 oktober 2016 in de Vlaamse Ultratop 200 Albums.

## Nummers
1. Maybe Pain Can Save Us (3:02)
2. Cerca Trova (3:17)
3. I'm Feeling A Tad Vulnerable (2:08)
4. Seek And Find (2:08)
5. Professor (4:26)
6. Venice (5:44)
7. Via Dolorosa #12 Apartment 3C (4:20)
8. Vayentha (4:38)
9. Remove Langdon (3:17)
10. Doing Nothing Terrifies Me (3:24)
11. A Minute To Midnight (1:52)
12. The Cistern (6:43)
13. Beauty awakens The Soul To Act (5:58)
14. Elizabeth (4:33)
15. The Logic Of Tyrants (5:07)
16. Life Must Have It's Mysteries (5:54)
17. Our Own Hell On Earth (6:05)

## Bezetting
- Synth programming - Hans Zimmer, Mel Wesson, Andy Page, Drew Jordan, Chas Smith & Satnam Ramgotra.
- Solo viool - Aleksey Igudesman
- Solo cello - Tristan Schulze

## Hitnoteringen

### VlaamseUltratop 200 Albums
| Hitnotering: 22-10-2016 t/m 29-10-2016 | Hitnotering: 22-10-2016 t/m 29-10-2016 | Hitnotering: 22-10-2016 t/m 29-10-2016 | Hitnotering: 22-10-2016 t/m 29-10-2016 |
| Week:                                  | 1                                      | 2                                      |                                        |
| -------------------------------------- | -------------------------------------- | -------------------------------------- | -------------------------------------- |
| Positie:                               | 124                                    | 193                                    | uit                                    |